# Australien i olympiska sommarspelen 1996
Australien deltog i de olympiska sommarspelen 1996 med en trupp bestående av 417 deltagare, som tog 41 medaljer.

## Baseboll
I gruppspelet mötte alla lag varandra och de fyra bästa lagen (Kuba, USA, Sydkorea och Japan) gick vidare. 
| Nation        | Segrar | Förluster | Tiebreaker |
| ------------- | ------ | --------- | ---------- |
| Kuba          | 7      | 0         |            |
| USA           | 6      | 1         |            |
| Japab         | 4      | 3         | 1-0        |
| Nicaragua     | 4      | 3         | 0-1        |
| Nederländerna | 2      | 5         | 2-0        |
| Italien       | 2      | 5         | 1-2        |
| Australien    | 2      | 5         | 0-2        |
| Sydkorea      | 1      | 6         |            |

## Basket
Damer
Gruppspel
| Team       | W | L | Pts |
| ---------- | - | - | --- |
| USA        | 5 | 0 | 10  |
| Ukraina    | 4 | 1 | 9   |
| Australien | 3 | 2 | 8   |
| Kuba       | 2 | 3 | 7   |
| Sydkorea   | 1 | 4 | 6   |
| Zaire      | 0 | 5 | 5   |

|            | USA    | Ukraina | Australien | Kuba   | Sydkorea | Zaire  |
| ---------- | ------ | ------- | ---------- | ------ | -------- | ------ |
| USA        | -      | 98-65   | 96-79      | 101-84 | 105-64   | 107-47 |
| Ukraina    | 65-98  | -       | 54-48      | 87-75  | 67-72    | 81-65  |
| Australien | 79-96  | 48-54   | -          | 75-63  | 76-61    | 91-45  |
| Kuba       | 84-101 | 75-87   | 63-75      | -      | 70-55    | 73-59  |
| Sydkorea   | 64-105 | 72-67   | 61-76      | 55-70  | -        | 95-71  |
| Zaire      | 47-107 | 65-81   | 45-91      | 59-73  | 71-95    | -      |

Slutspel
|  | Kvartsfinaler | Kvartsfinaler |              |     | Semifinaler | Semifinaler  |              |            | Final      | Final |
|  | 0             | 0             | 0            | 0   | 0           | 0            | 0            | 0          | 0          | 0     |
|  |               |               | 0            | 0   |             |              | 0            | 0          |            |       |
|  |               |               | 0            | 0   |             |              | 0            | 0          |            |       |
|  | 0 Brasilien   | 0101          | 0            | 0   |             |              | 0            | 0          |            |       |
|  | 0 Brasilien   | 0101          | 0            | 0   |             |              | 0            | 0          |            |       |
|  | 0 Kuba        | 069           | 0            | 0   |             |              | 0            | 0          |            |       |
|  | 0 Kuba        | 069           | 0            | 0   | 0 Brasilien | 081          | 0            | 0          |            |       |
|  |               |               | 0            | 0   | 0 Brasilien | 081          | 0            | 0          |            |       |
|  | 0             | 0 Ukraina     | 0            | 060 | 0           |              |              | 0          |            |       |
|  | 0             | 0 Ukraina     | 0            | 060 | 0           | 0 Ukraina    | 059          | 0          |            |       |
|  | 0             |               |              |     |             | 0 Ukraina    | 059          | 0          |            |       |
|  | 0             | 0 Italien     | 050          | 0   |             |              |              | 0          |            |       |
|  | 0             | 0 Italien     | 050          | 0   | 0 Brasilien | 087          |              | 0          |            |       |
|  | 0             |               |              | 0   | 0 Brasilien | 087          |              | 0          |            |       |
|  | 0             | 0             | 0 USA        | 0   | 0111        |              |              |            |            |       |
|  | 0             | 0             | 0 USA        | 0   | 0111        | 0 Ryssland   | 070          |            |            |       |
|  | 0             | 0             |              |     |             |              | 070          |            |            |       |
|  | 0             | 0             | 0 Australien | 074 | 0           |              |              |            |            |       |
|  | 0             | 0             | 0 Australien | 074 | 0           | 0 Australien | 071          | Bronsmatch | Bronsmatch |       |
|  | 0             | 0             |              |     | 0           | 0 Australien | 071          | Bronsmatch | Bronsmatch |       |
|  | 0             | 0             | 0 USA        | 093 | 0           | 0            |              |            |            |       |
|  | 0             | 0             | 0 USA        | 093 | 0           | 0            | 0 USA        | 0108       | 0 Ukraina  | 056   |
|  | 0             | 0             |              |     | 0           | 0            | 0 USA        | 0108       | 0 Ukraina  | 056   |
|  | 0             | 0             | 0 Japan      | 093 | 0           | 0            | 0 Australien | 066        |            |       |
|  | 0             | 0             | 0 Japan      | 093 | 0           | 0            | 0 Australien | 066        |            |       |
|  |               |               |              |     |             |              |              |            |            |       |
|  |               |               |              |     |             |              |              |            |            |       |

Herrar
Gruppspel
| Lag         | Vinster | Förluster | Poäng |
| ----------- | ------- | --------- | ----- |
| Jugoslavien | 5       | 0         | 10    |
| Australien  | 4       | 1         | 9     |
| Grekland    | 3       | 2         | 8     |
| Brasilien   | 2       | 3         | 7     |
| Puerto Rico | 1       | 4         | 6     |
| Sydkorea    | 0       | 5         | 5     |

|                    | Australien | Brasilien | Grekland | Sydkorea | Puerto Rico | Socialistiska federativa republiken Jugoslavien |
| ------------------ | ---------- | --------- | -------- | -------- | ----------- | ----------------------------------------------- |
| Australien         |            | 109-101   | 103-62   | 111-88   | 101-96      | 68-91                                           |
| Brasilien          | 101-109    |           | 87-89    | 127-97   | 101-98      | 82-101                                          |
| Grekland           | 62-103     | 89-87     |          | 108-86   | 80-69       | 63-71                                           |
| Sydkorea           | 88-111     | 97-127    | 86-108   |          | 86-98       | 65-118                                          |
| Puerto Rico        | 96-101     | 98-101    | 69-80    | 98-86    |             | 86-97                                           |
| Jugoslavien\|91-68 | 101-82     | 71-63     | 118-65   | 97-86    |             |                                                 |

Slutspel
|  | Kvartsfinaler | Kvartsfinaler |             |       | Semifinaler   | Semifinaler  |              |            | Final      | Final |
|  | 0             | 0             | 0           | 0     | 0             | 0            | 0            | 0          | 0          | 0     |
|  |               |               | 0           | 0     |               |              | 0            | 0          |            |       |
|  |               |               | 0           | 0     |               |              | 0            | 0          |            |       |
|  | 0 Jugoslavien | 0128          | 0           | 0     |               |              | 0            | 0          |            |       |
|  | 0 Jugoslavien | 0128          | 0           | 0     |               |              | 0            | 0          |            |       |
|  | 0 Kina        | 061           | 0           | 0     |               |              | 0            | 0          |            |       |
|  | 0 Kina        | 061           | 0           | 0     | 0 Jugoslavien | 066          | 0            | 0          |            |       |
|  |               |               | 0           | 0     | 0 Jugoslavien | 066          | 0            | 0          |            |       |
|  | 0             | 0 Litauen     | 0           | 058   | 0             |              |              | 0          |            |       |
|  | 0             | 0 Litauen     | 0           | 058   | 0             | 0 Litauen    | 099          | 0          |            |       |
|  | 0             |               |             |       |               | 0 Litauen    | 099          | 0          |            |       |
|  | 0             | 0 Grekland    | 066         | 0     |               |              |              | 0          |            |       |
|  | 0             | 0 Grekland    | 066         | 0     | 0 Jugoslavien | 069          |              | 0          |            |       |
|  | 0             |               |             | 0     | 0 Jugoslavien | 069          |              | 0          |            |       |
|  | 0             | 0             | 0 USA       | 0     | 095           |              |              |            |            |       |
|  | 0             | 0             | 0 USA       | 0     | 095           | 0 Australien | 073          |            |            |       |
|  | 0             | 0             |             |       |               |              | 073          |            |            |       |
|  | 0             | 0             | 0 Kroatien  | 071   | 0             |              |              |            |            |       |
|  | 0             | 0             | 0 Kroatien  | 071   | 0             | 0 Australien | 073          | Bronsmatch | Bronsmatch |       |
|  | 0             | 0             |             |       | 0             | 0 Australien | 073          | Bronsmatch | Bronsmatch |       |
|  | 0             | 0             | 0 USA       | 01001 | 0             | 0            |              |            |            |       |
|  | 0             | 0             | 0 USA       | 01001 | 0             | 0            | 0 USA        | 098        | 0 Litauen  | 080   |
|  | 0             | 0             |             |       | 0             | 0            | 0 USA        | 098        | 0 Litauen  | 080   |
|  | 0             | 0             | 0 Brasilien | 075   | 0             | 0            | 0 Australien | 074        |            |       |
|  | 0             | 0             | 0 Brasilien | 075   | 0             | 0            | 0 Australien | 074        |            |       |
|  |               |               |             |       |               |              |              |            |            |       |
|  |               |               |             |       |               |              |              |            |            |       |

## Boxning
Flugvikt
- Hussein Hussein
  - Omgång 1 — Besegrade Carmine Molaro (Italien), 11-8
  - Omgång 2 — Förlorade mot Damaen Kelly (Irland), 20-27

Bantamvikt
- James Swan
  - Omgång 1 — Förlorade mot Kalai Riadh (Tunisien), 4-14

Fjädervikt
- Robert Peden
  - Omgång 1 — Besegrade Mohamed Achik (Marocko), 15-7
  - Omgång 2 — Förlorade mot Serafim Todorov (Bulgarien), 8-20

Lätt weltervikt
- Lee Trautsch
  - Omgång 1 — Förlorade mot Fethi Missaoui (Tunisien), 9-25

Weltervikt
- Lynden Hosking
  - Omgång 1 — Förlorade mot Nurzhan Smanov (Kazakstan), efter att domaren stoppat matchen

Lätt mellanvikt
- Richard Rowles
  - Omgång 1 — Förlorade mot György Mizsei (Ungern), 2-10

Mellanvikt
- Justann Crawford
  - Omgång 1 — Besegrade Sackey Shivute (Namibia), 12-3
  - Omgång 2 — Förlorade mot Alexander Lebziak (Ryssland), efter att domaren stoppat matchen

Lätt tungvikt
- Rick Timperi
  - Omgång 1 — Förlorade mot Thomas Ulrich (Tyskland), 7-21

## Bågskytte
Damernas individuella
- Myfanwy Matthews → 32-delsfinal, 48:e plats (0-1)
- Deonne Bridger → 32-delsfinal, 57:e plats (0-1)

Herrarnas individuella
- Matthew Gray → Sextondelsfinal, 26:e plats (1-1)
- Jackson Fear → 32-delsfinal, 35:e plats (0-1)
- Simon Fairweather → 32-delsfinal, 52:e plats (0-1)

Herrarnas lagtävling
- Gray, Fear och Fairweather → Bronsmatch, 4:e plats (2-2)

## Cykling

### Landsväg
Herrarnas tempolopp
- Patrick Jonker
  - Final — 1:06:54 (→ 8:e plats)

- Stephen Hodge
  - Final — 1:09:59 (→ 23:e plats)

Damernas linjelopp
- Kathryn Watt
  - Final — 02:37:06 (→ 9:e plats)

- Anna Wilson
  - Final — 02:37:06 (→ 17:e plats)

- Tracey Watson
  - Final — 02:42:35 (→ 39:e plats)

Damernas tempolopp
- Kathryn Watt
  - Final — 37:53 (→ 4:e plats)

- Anna Wilson
  - Final — 38:50 (→ 10:e plats)

### Bana
Herrarnas tempolopp
- Shane Kelly — fullföljde inte (→ ingen placering)

Herrarnas poänglopp
- Stuart O'Grady
  - Final — 25 poäng (→  Brons)

### Mountainbike
Herrarnas terränglopp
- Cadel Evans
  - Final — 2:26:15 (→ 9:e plats)

- Robert Woods
  - Final — 2:33:14 (→ 16:e plats)

Damernas terränglopp
- Mary Grigson
  - Final — 2:02.38 (→ 15:e plats)

## Fotboll
Herrar
Coach:  Eddie Thomson
| Nr | Pos. | Namn             | Födelsedatum (ålder)     | Matcher | Mål |               | Klubb                   |
| -- | ---- | ---------------- | ------------------------ | ------- | --- | ------------- | ----------------------- |
| 1  | MV   | Frank Jurić      | 28 oktober 1973 (22 år)  |         |     | Australien    | Melbourne Knights       |
| 2  | MF   | Goran Lozanovski | 11 januari 1974 (22 år)  |         |     | Australien    | Adelaide City           |
| 3  | F    | Ante Morić       | 19 april 1974 (22 år)    |         |     | Australien    | Sydney United           |
| 4  | F    | Mark Babić       | 24 april 1973 (23 år)    |         |     | Australien    | Sydney United           |
| 5  | F    | Kevin Muscat     | 7 augusti 1973 (22 år)   |         |     | England       | Crystal Palace          |
| 6  | F    | Steve Horvat*    | 14 mars 1971 (25 år)     |         |     | Kroatien      | Hajduk Split            |
| 7  | MF   | Peter Tsekenis   | 4 augusti 1973 (22 år)   |         |     | Australien    | Sydney Olympic          |
| 8  | MF   | Steve Corica     | 24 mars 1973 (23 år)     |         |     | England       | Wolverhampton Wanderers |
| 9  | A    | Mark Viduka      | 9 oktober 1975 (20 år)   |         |     | Kroatien      | Dinamo Zagreb           |
| 10 | A    | Aurelio Vidmar*  | 3 februari 1967 (29 år)  |         |     | Schweiz       | Sion                    |
| 11 | MF   | Danny Tiatto     | 22 maj 1973 (23 år)      |         |     | Australien    | Melbourne Knights       |
| 12 | A    | Joe Spiteri      | 6 maj 1973 (23 år)       |         |     | Australien    | Melbourne Knights       |
| 13 | F    | Hayden Foxe      | 23 juni 1977 (19 år)     |         |     | Nederländerna | Ajax                    |
| 14 | A    | Paul Agostino    | 9 juni 1975 (21 år)      |         |     | England       | Bristol City            |
| 15 | MF   | Luke Casserly    | 11 december 1973 (22 år) |         |     | Australien    | Marconi Stallions       |
| 16 | MF   | Robert Enes      | 22 augusti 1975 (20 år)  |         |     | Australien    | Sydney United           |
| 17 | MF   | Ross Aloisi      | 17 april 1973 (23 år)    |         |     | Australien    | Adelaide Sharks         |
| 18 | MV   | Michael Petković | 16 juli 1976 (20 år)     |         |     | Australien    | South Melbourne         |

Gruppspel
|                  | Spelade | Vinster | Oavgjorda | Förluster | Gjorda mål | Insläppta mål | Poäng |
| ---------------- | ------- | ------- | --------- | --------- | ---------- | ------------- | ----- |
| Frankrike U23    | 3       | 2       | 1         | 0         | 5          | 2             | 7     |
| Spanien U23      | 3       | 2       | 1         | 0         | 5          | 3             | 7     |
| Australien U23   | 3       | 1       | 0         | 2         | 4          | 6             | 3     |
| Saudiarabien U23 | 3       | 0       | 0         | 3         | 2          | 5             | 0     |

## Friidrott
Herrarnas 1 500 meter
- Paul Cleary
  - Kval — 3:52.85 (→ gick inte vidare)

Herrarnas 5 000 meter
- Shaun Creighton
  - Kval — 14:04.08
  - Semifinal — 13:55.23 (→ gick inte vidare)

- Julian Paynter
  - Kval — 14:00.25
  - Semifinal — 14:23.60 (→ gick inte vidare)

Herrarnas 4 x 400 meter stafett
- Mark Ladbrook, Michael Joubert, Paul Greene och Cameron Mackenzie
  - Heat — 3:03.73
  - Semifinal — 3:04.55 (→ gick inte vidare)

Herrarnas 400 meter häck
- Rohan Robinson
  - Heat — 48.89s
  - Semifinal — 48.28s
  - Final — 48.30s (→ 5:e plats)

- Simon Hollingsworth
  - Heat — 52.16 (→ gick inte vidare)

Herrarnas 3 000 meter hinder
- Chris Unthank
  - Heat — 8:31.86
  - Semifinal — 8:25.59 (→ gick inte vidare)

Herrarnas tiokamp
- Peter Winter
  - Fullföljde inte (10.85 (-0.4), NM, 13.43m)
  - DNF, 3 ogiltiga hopp i längd

- Scott Ferrier
  - Fullföljde inte

Herrarnas maraton
- Steve Moneghetti — 2:14.35 (→ 7:e plats)

- Roderic De Highden — 2:17.42 (→ 23:e plats)

- Sean Quilty — 2:19.35 (→ 34:e plats)

Herrarnas 50 kilometer gång
- Duane Cousins — fullföljde inte (→ ingen placering)

- Simon Baker — DSQ (→ ingen placering)

Herrarnas släggkastning
- Sean Carlin
  - Kval — 72.32m (→ gick inte vidare)

Herrarnas stavhopp
- Simon Arkell
  - Kval — ingen notering (→ gick inte vidare)

Herrarnas spjutkastning
- Andrew Currey
  - Kval — 77.28m (→ gick inte vidare)

Damernas 10 000 meter
- Susan Hobson
  - Kval — 32:25.13
  - Final — 32:47.71 (→ 17:e plats)

- Kylie Risk
  - Kval — fullföljde inte (→ gick inte vidare)

Damernas 4 x 400 meter stafett
- Lee Naylor, Kylie Hanigan, Melinda Gainsford-Taylor och Renee Poetschka
  - Kval — 3:33.78 (→ gick inte vidare)

Damernas längdhopp
- Nicole Boegman
  - Kval — 6.67m
  - Final — 6.73m (→ 8:e plats)

Damernas diskuskastning
- Lisa-Marie Vizaniari
  - Kval — 63.00m
  - Final — 62.48m (→ 8:e plats)

- Daniela Costian
  - Kval — 61.66m (→ gick inte vidare)

Damernas spjutkastning
- Louise McPaul
  - Kval — 62.32m
  - Final — 65.54m (→  Silver)

- Joanna Stone
  - Kval — 58.54m (→ gick inte vidare)

Damernas sjukamp
- Jane Jamieson
  - Resultat — 5897 poäng (→ 20:e plats)

Damernas maraton
- Kerryn McCann — 2:36.41 (→ 28:e plats)

- Suzanne Malaxos — 2:50.46 (→ 57:e plats)

- Lisa Ondieki — fullföljde inte (→ ingen placering)

Damernas 10 kilometer gång
- Kerry Saxby-Junna — 43:59 (→ 12:e plats)

- Anne Manning — 45:27 (→ 19:e plats)

- Jane Saville — 45:56 (→ 26:e plats)

## Fäktning
Damernas värja
- Sarah Osvath

## Landhockey
Herrar
Coach: Frank Murray
- Mark Hager
- Stephen Davies
- Baeden Choppy
- Lachlan Elmer
- Stuart Carruthers
- Grant Smith
- Damon Diletti
- Lachlan Dreher
- Brendan Garard
- Paul Gaudoin
- Paul Lewis
- Matthew Smith
- Jay Stacy
- Daniel Sproule
- Ken Wark
- Michael York

Gruppspel
| Lag            | Spelade | W | D | L | GF | GA | Poäng |   |
| -------------- | ------- | - | - | - | -- | -- | ----- | - |
| Nederländerna  | 5       | 4 | 1 | 0 | 14 | 6  | +8    | 9 |
| Australien     | 5       | 3 | 1 | 1 | 13 | 7  | +6    | 7 |
| Storbritannien | 5       | 1 | 3 | 1 | 8  | 8  | 0     | 5 |
| Sydkorea       | 5       | 1 | 2 | 2 | 12 | 13 | –1    | 4 |
| Sydafrika      | 5       | 0 | 3 | 2 | 7  | 12 | –5    | 3 |
| Malaysia       | 5       | 0 | 2 | 3 | 7  | 15 | –8    | 2 |

Slutspel
|  | Semifinaler   | Semifinaler   |   |                | Final          | Final |  |
|  |               |               |   |                |                |       |  |
|  | 31 juli 1996  |               |   |                |                |       |  |
|  | Spanien       | 2             |   |                |                |       |  |
|  | Australien    | 1             |   |                |                |       |  |
|  |               |               |   |                |                |       |  |
|  |               |               |   |                | 2 augusti 1996 |       |  |
|  |               |               |   |                | Spanien        | 1     |  |
|  |               | Nederländerna | 3 |                |                |       |  |
|  |               |               |   |                |                |       |  |
|  |               |               |   |                |                |       |  |
|  |               |               |   |                | Bronsmatch     |       |  |
|  | 31 juli 1996  | 31 juli 1996  |   | 2 augusti 1996 | 2 augusti 1996 |       |  |
|  | Nederländerna | 3             |   | Australien     | 3              |       |  |
|  | Tyskland      | 1             |   |                | Tyskland       | 2     |  |

Damer
| Lag            | Spelade | W | D | L | GF | GA | GD  | Poäng |
| -------------- | ------- | - | - | - | -- | -- | --- | ----- |
| Australien     | 7       | 6 | 1 | 0 | 24 | 4  | +20 | 13    |
| Sydkorea       | 7       | 4 | 2 | 1 | 18 | 9  | +9  | 10    |
| Storbritannien | 7       | 3 | 2 | 2 | 12 | 11 | +1  | 8     |
| Nederländerna  | 7       | 3 | 2 | 2 | 15 | 15 | 0   | 8     |
| USA            | 7       | 2 | 2 | 3 | 8  | 11 | –3  | 6     |
| Tyskland       | 7       | 2 | 1 | 4 | 10 | 11 | –1  | 5     |
| Argentina      | 7       | 2 | 1 | 4 | 7  | 21 | –14 | 5     |
| Spanien        | 7       | 0 | 1 | 6 | 5  | 17 | –12 | 1     |

## Modern femkamp
Herrar
- Alexander Johnson → 3697 poäng, 32:a plats

## Simhopp
Herrarnas 3 m
- Michael Murphy
  - Kval — 419,13
  - Semifinal — 220,08
  - Final — 420,87 (→ 6:e plats)
- Russell Butler
  - Kval — 305,79 (→ gick inte vidare, 28:e plats)

Damernas 3 m
- Jodie Rogers
  - Kval — 242,19
  - Semifinal — 204,18 (→ gick inte vidare, 15:e plats)
- Loudy Tourky
  - Kval — 229,11 (→ gick inte vidare, 19:e plats)

Damernas 10 m
- Vyninka Arlow
  - Kval — 243,57 (→ gick inte vidare, 19:e plats)
- Vanessa Baker
  - Kval — 225,84 (→ gick inte vidare, 25:e plats)

## Softboll
Grundomgång
| Lag              | S | V | O | F | GM | IM | MS  | P  |
| ---------------- | - | - | - | - | -- | -- | --- | -- |
| USA              | 7 | 6 | 0 | 1 | 37 | 7  | +30 | 12 |
| Kina             | 7 | 5 | 0 | 2 | 29 | 7  | +22 | 10 |
| Australien       | 7 | 5 | 0 | 2 | 22 | 11 | +11 | 10 |
| Japan            | 7 | 5 | 0 | 2 | 24 | 18 | +6  | 10 |
| Kanada           | 7 | 3 | 0 | 4 | 15 | 17 | −2  | 6  |
| Kinesiska Taipei | 7 | 2 | 0 | 5 | 19 | 19 | 0   | 4  |
| Nederländerna    | 7 | 1 | 0 | 6 | 4  | 32 | −28 | 2  |
| Puerto Rico      | 7 | 1 | 0 | 6 | 5  | 44 | −39 | 2  |

## Tennis
Damsingel
- Rennae Stubbs
  - Första omgången — Förlorade mot Magdalena Maleeva (Bulgarien) 2-6 1-6
- Rachel McQuillan
  - Första omgången — Förlorade mot Amanda Coetzer (Sydafrika) 4-6 6-7